# Ladislav Rusek
Ladislav Rusek (puszczczańskie miano – Szaman) (ur. 28 czerwca 1927 w Hrabství na Śląsku, zm. 27 lipca 2012 w Ołomuńcu) – czeski artysta plastyk i publicysta, emerytowany nauczyciel akademicki Uniwersytetu im. Palackiego w Ołomuńcu. Znaczącą częścią swej twórczości uczynił tematykę skautową, już w czasach przed 3. odnową wolnego czeskiego skautingu. Był członkiem ruchu od pierwszych powojennych dni 1945 roku, gdy współuczestniczył w jego założeniu, później również prowadził rejonowy hufiec. Dobrze rozumiał głębsze pojmowanie puszczańskiej drogi życia, zafascynowany Ernestem Thompsonem Setonem, a zwłaszcza ideowym prekursorem puszczaństwa, filozofem przyrody Henry Davidem Thoreau.
Po zdobyciu tytułu magistra sztuki na katedrze, na której sam później pracował przez 30 lat, prezentował się na licznych wystawach w Czechosłowacji – Czechach, a także zagranicą przede wszystkim jako grafik, który za pomocą symboli, alegorii w swych zawsze starannie komponowanych pracach – najczęściej w linorytach czy barwnych rysunkach – zawierał swe filozoficzne, moralne i skautowe poglądy.
Stworzył bardzo duży zbiór ekslibrisów, kart noworocznych i ilustracji o tematyce skautowskiej, chcąc w ten sposób swym talentem wzbogacić kulturalny wymiar skautingu. Dziesiątki pocztówek, odznak, emblematów, pieczęci i innych wytworów sztuki użytkowej uczyniły go znanym w środowisku skautowym wielu krajów. Przyczyniły się do tego również liczne wystawy o tematyce skautowskiej oraz ilustracje do publikacji (których sam wiele napisał, np. dla Ekumenicznej Zielonej Szkoły). O jego popularyzację postarali się również kolekcjonerzy, którzy co roku mają przegląd rosnącej ilości prac autora na tradycyjnych spotkaniach – głównie w miejscu zamieszkania twórcy – Ołomuńcu.
Za swoją jasno sprecyzowaną i świadomą celu pracę twórczą, która swoim głębszym wymiarem wyraźnie odróżnia się od innych twórców, był Ladislav Rusek – Szaman uhonorowany licznymi wysokimi odznaczeniami.

## Odznaczenia
Jest on odznaczony m.in.:
- Orderem Rycerskim św. Wacława,
- Złotym Orderem Syrinx,
- Złotą Lilią w Koniczynce,
- Orderem Srebrnego Wilka
- Srebrnym Krzyżem za Zasługi dla ZHP.